# DX東寺劇場
DX東寺劇場（デラックスとうじげきじょう）は、京都府京都市南区西九条猪熊町18にあるストリップ劇場。
真言宗の寺院である東寺に近く、周囲は静かな場所である。空中に浮かぶガラス張りのゴンドラに踊り子が入ってパフォーマンスする空中レズはDX東寺劇場で開発された。かつて京都市ではA級伏見ミュージック（2005年閉館）と並んで人気のあるストリップ劇場だった。

## 歴史
1913年（大正2年）1月30日、京都市大宮八条下ルに芝居小屋の南大正座が竣工してこけら落としを行った。瓦葺の木造建築であり、1階は4人掛けの枡席、2階は座敷だった。『京都市の近代化遺産 近代建築編』では竣工年不明、鉄筋コンクリート造とされている。
1950年（昭和25年）2月21日、南大正座から東寺劇場に改称。当時の経営者は浜本興行であり、東寺劇場では歌舞伎、剣劇、浪花節、大衆演劇、映画などの興行が行われた。1956年（昭和31年）頃には新興勢力の吉田興行が、剣劇などの芝居小屋だった東寺劇場で初めて百万弗ショウと呼ばれるストリップ興行を行った。
開館21周年を迎えた1971年（昭和46年）頃には浜本興行から島田興行に引き継がれ、同年7月11日にはDX東寺劇場に改称。一条さゆりや愛染恭子などの著名なストリッパーも出演したことがある。かつては京都市内の大学生にも人気があり、DX東寺劇場を経験している学生に対しては周囲の見る目が変わったという。
2009年（平成21年）2月24日には京都府警察の摘発を受け、公然わいせつ罪などの疑いで経営者・踊り子・観客ら計5人が逮捕。2020年（令和2年）、日本最後のストリップポスター絵師とされる日田邦男が死去。日田は20年以上にわたってDX東寺劇場のポスターを描いており、ポスターのファンだという観客も多かった。

## 入場料
- 一般 - 7,000円
- 65歳以上 - 5,000円
- 学生 - 5,000円
- 女性 - 3,000円

12時までに入場すると5000円となる。12,000円の3回分回数券を販売している。素人大会は特別料金となる。

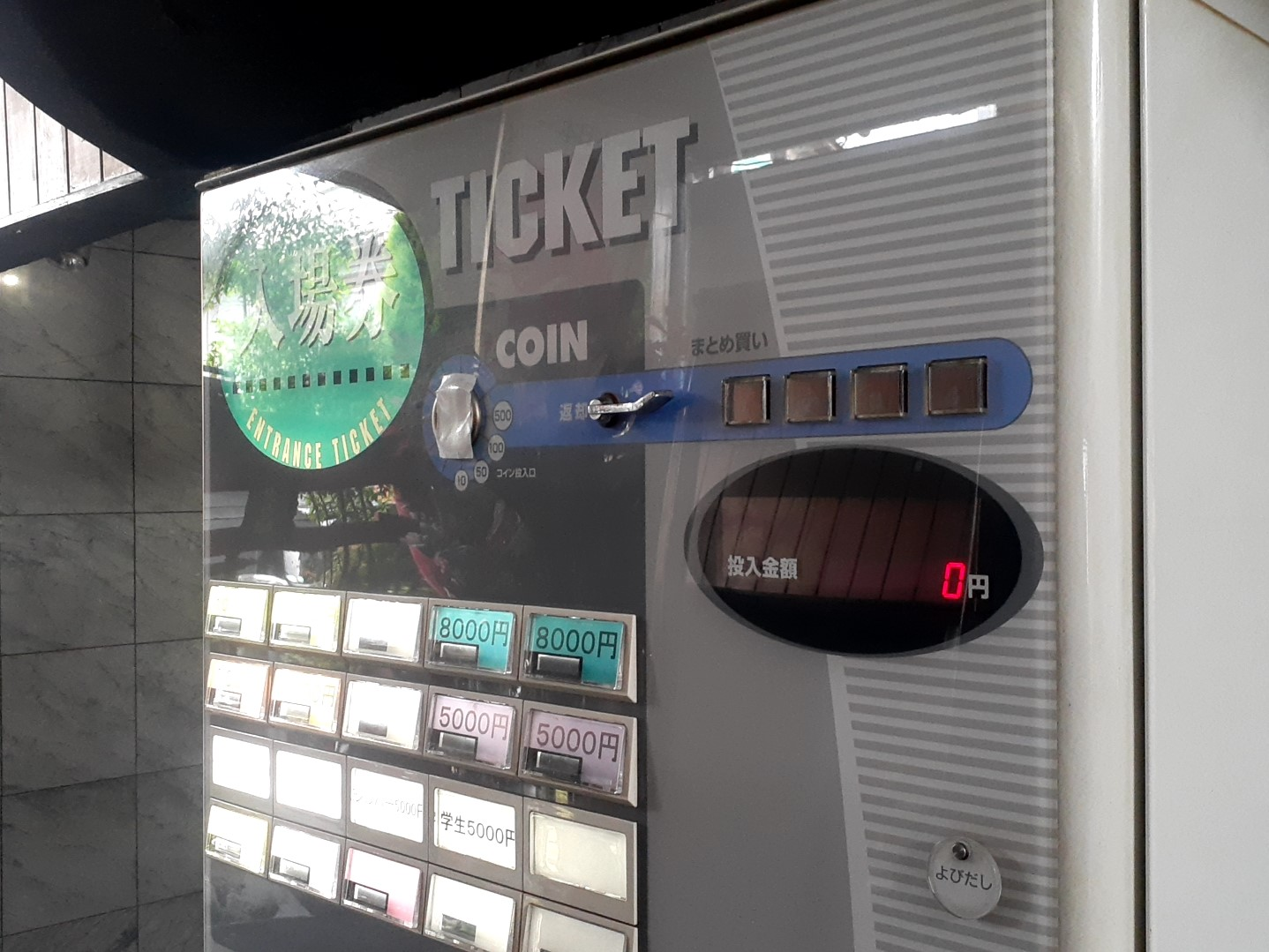
入場券売機
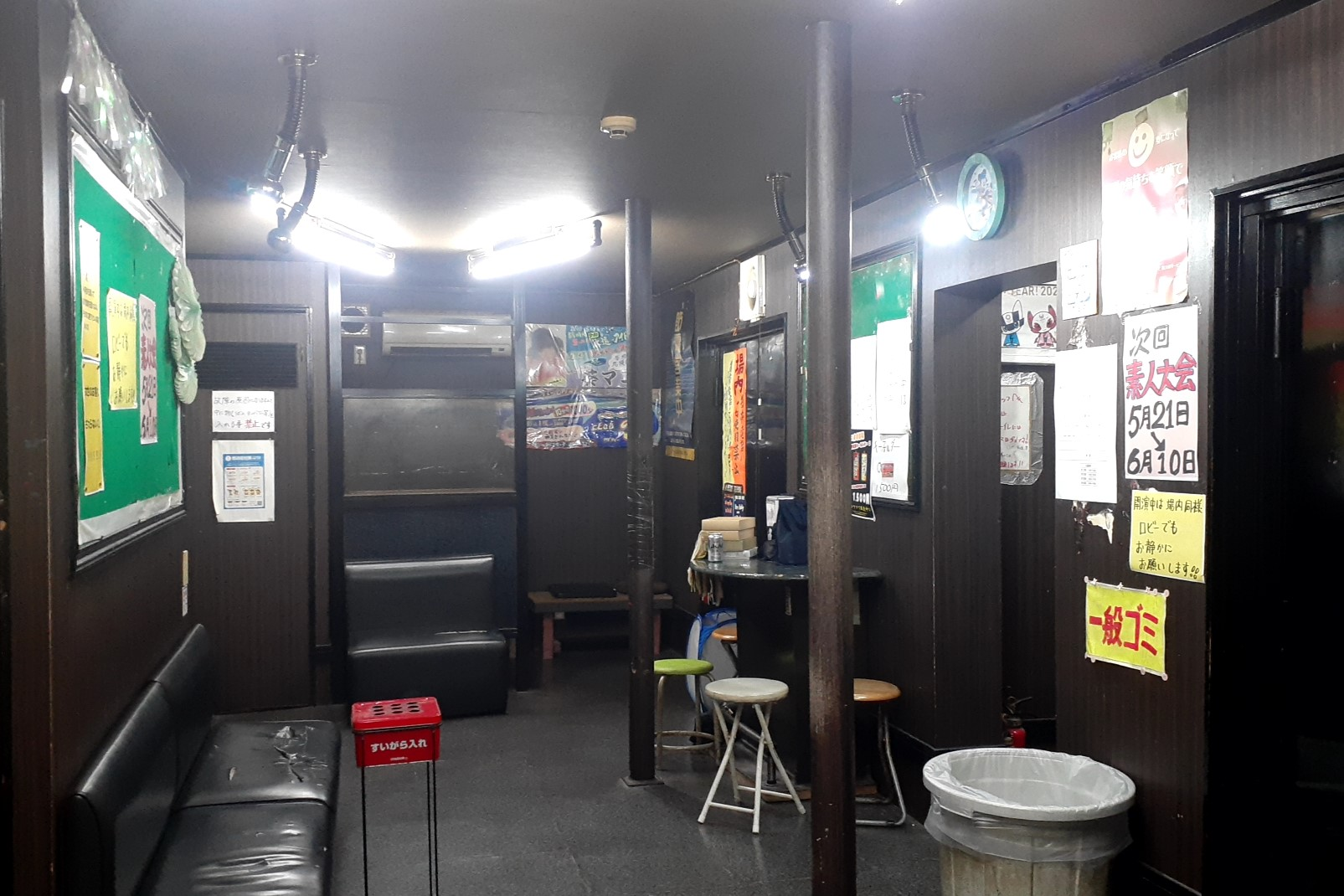
ロビー
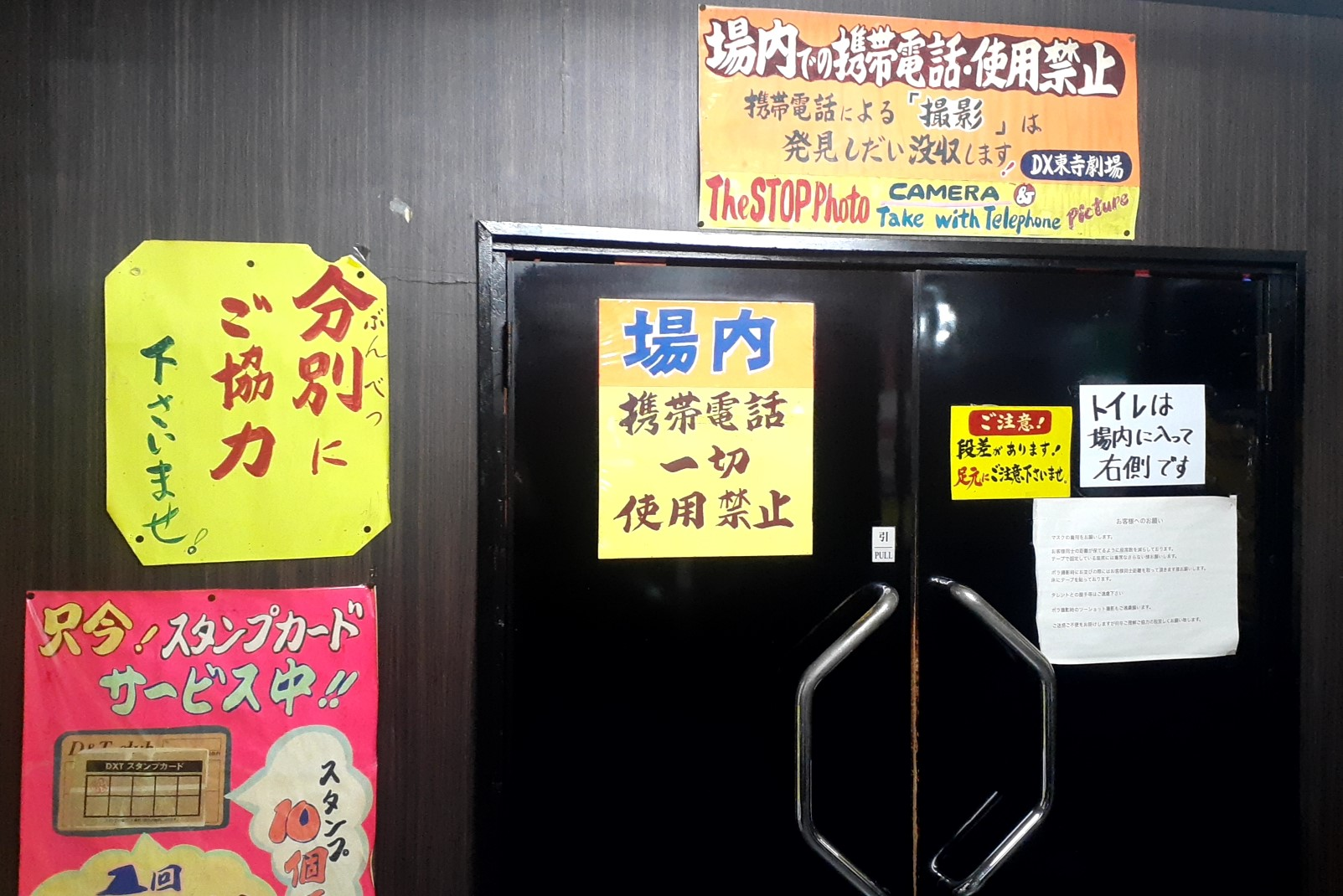
ホール入口
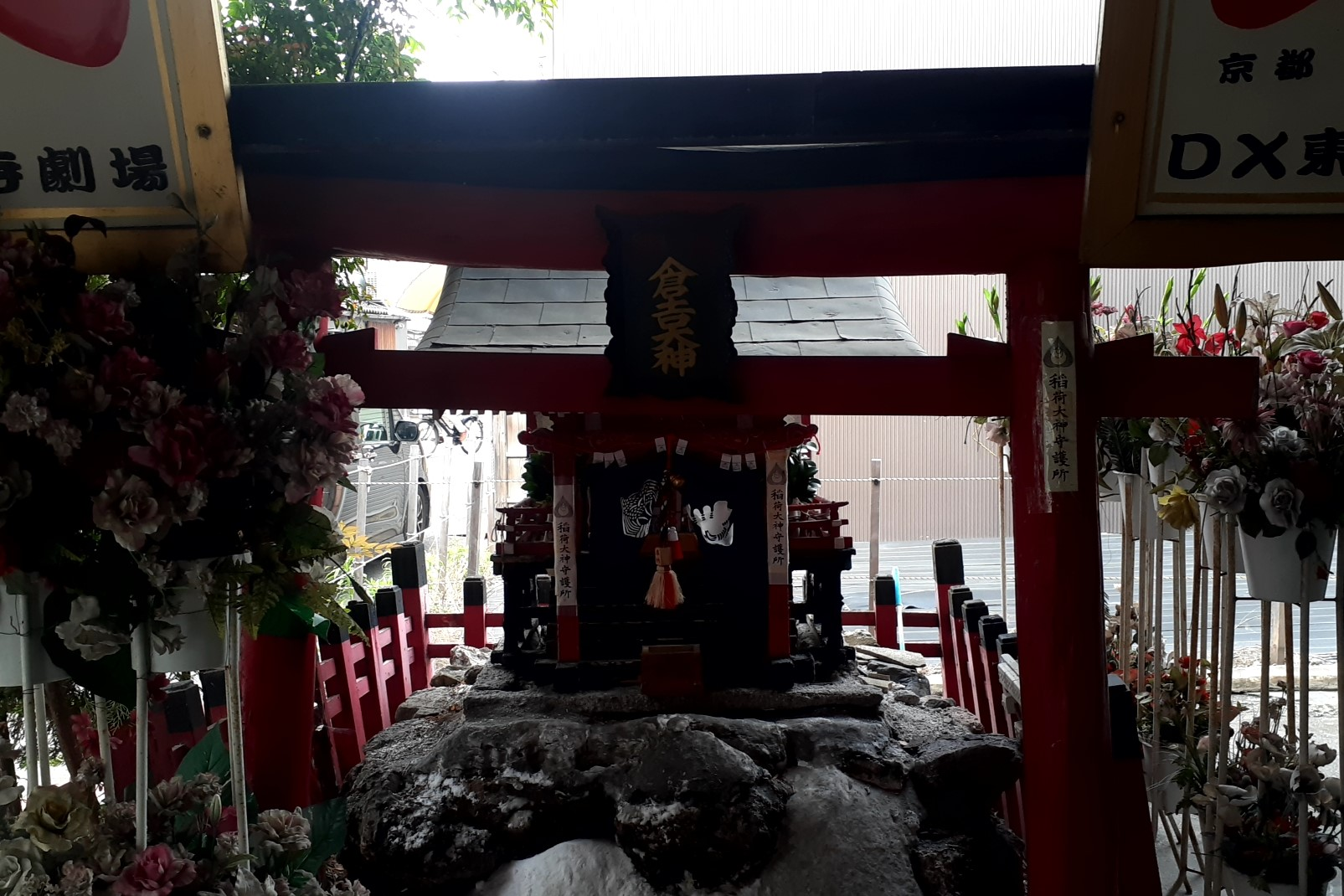
倉吉大神

## 基本情報
所在地
- 601-8426 京都府京都市南区西九条猪熊町18

交通アクセス
- JR・近鉄・京都市営地下鉄京都駅から徒歩5分
- 近鉄京都線東寺駅から徒歩5分